# Гудович Василь Андрійович
Василь Андрійович Гудович (*1713 — †2 липня (21 червня) 1764, Глухів) — генеральний підскарбій Гетьманщини з 24 лютого 1760 до 1764 рр. в уряді гетьмана Кирила Розумовського, бунчуковий товариш (з 1731 року), таємний радник (з 1760 р.)

## Початок служби
В 1731 році у віці 18 років, як і його батько Андрій Гудович († 1734), отримав звання бунчукового товариша. Його батько був бакланським сотником в Стародубському полку. За допомогу світлійшому князю О.Д.Меншикову у справі Бакланської сотні отримав від російського уряду в дар земельні володіння, ставши таким чином великим землевласником.
Згодом виконував доручення з керівництва команди козаків на форпости. Так, у 1737 р. очолював команду Стародубського полку на кордоні.

## Земельні володіння
В 1735 році отримав у володіння житловий двір у с. Душатині Стародубського полку (нині село в Овчинському сільському поселенні Суразького району Брянської області).
Також, мав у володінні людей: в д. Блазовичі 3 малогрунтових не тяглих, 1 убогий підсусідок, у с. Горчаки малогрунтових підсусідків 5, підсусідків убогих 4, при городах 4.

## Боротьба за відновлення гетьманства
В 1745 році разом з іншими старшинами їздив до Санкт-Петербургу з проханням про обрання гетьманом Кирила Розумовського. Під час перебування українських делегатів у столиці, Сенат на їх утримання виділяв щомісячно по 10 рублів. Однак, імператриця Єлизавета Петрівна веліла «яко знатним особам і за такою справою прибулим, по сто рублів на місяць на кожного і від поліції пристойну квартиру».
У січні 1750 року В.Гудович разом з генеральним хорунжим Миколою Ханенком привезли у Глухів Грамоту про відновлення гетьманства «Про Буття в Малоросії гетьманові за колишніми норовами і звичаями» [Архівовано 4 серпня 2016 у Wayback Machine.].

### Урядування в Глухові
24 лютого 1760 року в статусі Генерального підскарбія увійшов до складу Генеральної військової канцелярії гетьмана Кирила Розумовського. На цій посаді працював до самої смерті в 1764 році. Після ліквідації Гетьманства в 1762 році був перейменований у таємні радники.
В 1763 році, разом з генеральними старшинами суддею Олександром Дублянським, генеральним писарем Василем Туманським та більшістю полковників підписав чолобитну про встановлення спадкового гетьманства для роду Розумовських. Однак, вона була відхилена царським урядом.
Увійшов в історію, як останній український Генеральний підскарбій. 9 червня 1762 року був нагороджений Орденом Святої Анни І ступеня..
В кінці життя вплив старого Гудовича значно зріс, оскільки його старший син Андрій був наближеною особою імператора Петра ІІІ й користувався його покровительством.

## Родина
В першому шлюбі був одружений з донькою прилуцького полкового сотника Ганною Петрівною Білецькою-Носенко (? — бл. 1752), вдові по Івану Даровському. У них народилось чотири сина і чотири доньки:
- Василь Васильович (старший) — помер в дитинстві;
- Анна — в шлюбі Ожегова;
- Анастасія;
- Феодосія — в шлюбі Дунін-Борковська;
- Василь Васильович (середній) — помер в дитинстві;
- Андрій (1731—1808) — генерал-ад'ютант, в 1762—1796 у відставці, потім генерал-аншеф. Користувався заступництвом імператора Петра III[5].
- Іван (1732—1821) — граф, генерал-фельдмаршал, московський генерал-губернатор;
- Марія — в шлюбі Ширяй;

Вдруге (не пізніше 1752 року) В.Гудович одружився з донькою бунчукового товариша Марією Степанівною Миклашевською. У них народилось п'ять синів:
- Михайло (1752—1818) — граф, генерал-майор;
- Марія (після 1752 — до 1786);
- Василь (молодший) (1753—1819) — граф, генерал-лейтенант;
- Олександр (1754—1806) — генерал-майор, учасник штурму Ізмаїла;
- Микола (1758—1841) — граф, генерал-лейтенант;
- Петро (1759—1821) — граф, дійсний статський радник[6]

12 грудня 1809 року імператор Олександр I надав п'ятьом синам Василя Гудовича — Івану (від першого шлюбу), Михайлу, Василю, Миколі та Петру графський титул.